# 臼增三
飛馬座16（臼增三），又名BD+25 4635，HD 208057、SAO 90075、HR 8356，是飛馬座的一颗恒星，视星等为5.08，位于銀經80.1，銀緯-21.75，其B1900.0坐标为赤經21h 48m 30.6s，赤緯+25° -21.75′ 16″。